# Élections législatives allemandes de novembre 1933
 (juin 2018).
Si vous disposez d'ouvrages ou d'articles de référence ou si vous connaissez des sites web de qualité traitant du thème abordé ici, merci de compléter l'article en donnant les références utiles à sa vérifiabilité et en les liant à la section « Notes et références ».
Les dixièmes élections fédérales allemandes ont lieu le 12 novembre 1933.

## Déroulement

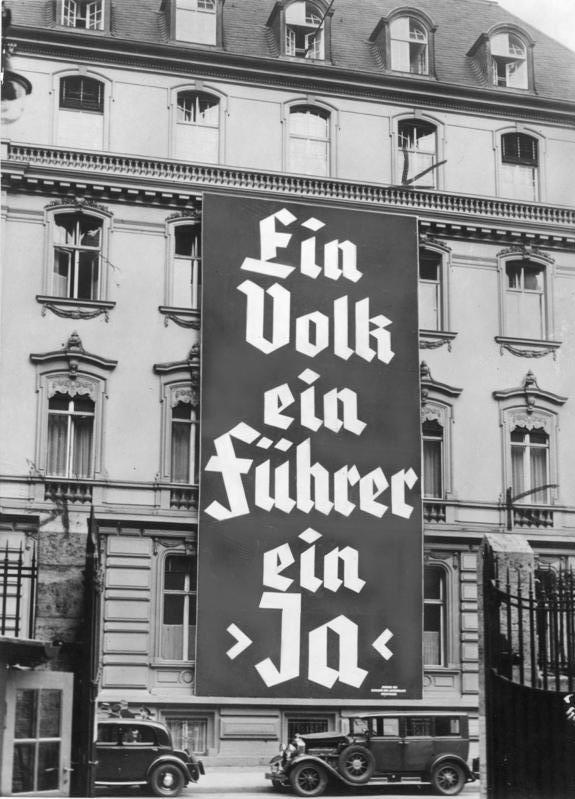
Affiche de propagande en faveur du NSDAP pour les élections.

Organisées par le nouveau régime issu du NSDAP, ce ne sont pas des élections libres. Les partis d'opposition ne sont pas autorisés et ne sont investis presque que des candidats du NSDAP. Néanmoins, 3,3 millions d'électeurs manifestent leur opposition en ne votant pas pour eux, leurs bulletins étant déclarés « invalides ». Ces élections ont lieu le même jour qu'un référendum décidé par le chancelier Adolf Hitler, pour demander au peuple allemand de retirer l'Allemagne de la Société des Nations, vote qui fut également adopté.

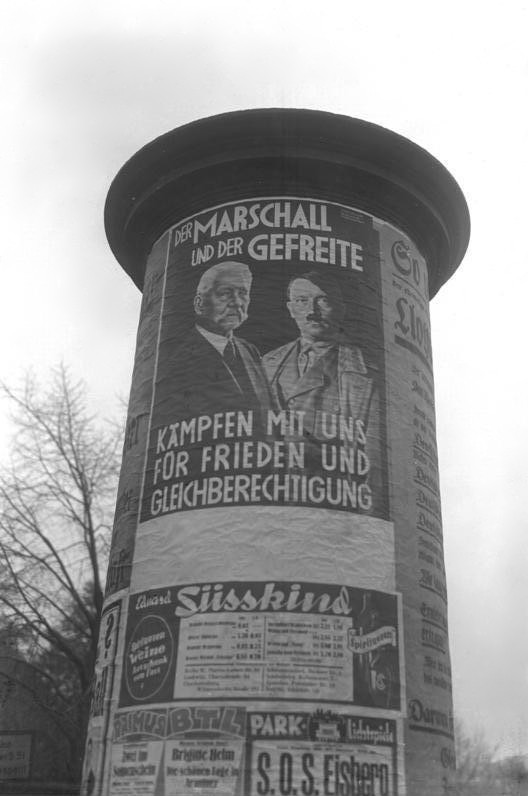
Colonne publicitaire avec une affiche électorale du NSDAP représentant le président du Reich Paul von Hindenburg et le chancelier du Reich Adolf Hitler, en novembre 1933.

Lors de cette élection, 22 candidats ne sont pas issus du NSDAP mais sont néanmoins considérés comme « invités » du parti, comme Alfred Hugenberg, soutien du nouveau régime. Le nouveau Reichstag, composé de députés issus ou sympathisants du NSDAP se réunit le 12 décembre 1933 et élit à sa présidence Hermann Göring.

## Résultats
|                           |                                                                  |            |       |       |        |     |  |  |  |
| Parti                     | Parti                                                            | Voix       | %     | +/-   | Sièges | +/- |  |  |  |
|                           | Parti national-socialiste des travailleurs allemands et affiliés | 39 655 224 | 92,11 | 48,20 | 661    | 373 |  |  |  |
| Votes « Contre »          | Votes « Contre »                                                 | 3 398 249  | 7,89  |       |        |     |  |  |  |
| Votes blancs et invalides |                                                                  | 3 398 249  | 7,89  |       |        |     |  |  |  |
| Total                     | Total                                                            | 43 053 473 | 100   | –     | 661    | 14  |  |  |  |
| Abstentions               | Abstentions                                                      | 5 125 228  | 4,70  |       |        |     |  |  |  |
| Inscrits / participation  | Inscrits / participation                                         | 48 178 701 | 95,30 |       |        |     |  |  |  |